# پوئنت دو باراسون
پوئنت دو باراسون (به لاتین: Pointe de Barasson) یک کوه در سوئیس است که در کانتون وله واقع شده‌است. پوئنت دو باراسون ۲٬۹۶۳ متر بالاتر از سطح دریا واقع شده‌است.